# Vaunthompsonia nana
Vaunthompsonia nana är en kräftdjursart som beskrevs av Hale 1944. Vaunthompsonia nana ingår i släktet Vaunthompsonia och familjen Bodotriidae. Inga underarter finns listade i Catalogue of Life.